# 蘭花螳螂
蘭花螳螂（学名：Hymenopus coronatus）是花螳螂屬的一種，源自東南亞熱帶雨林。廣泛分佈於緬甸、泰國、馬來西亞、菲律賓、印度尼西亞，和印度西高止山脈。因型態似蘭花而得名，大小長約7cm，身體的顏色有粉紅色也有白色，能在蘭花等花上進行攻擊擬態以方便進行捕食獵物。
主要獵物是蒼蠅、蝴蝶、甲蟲和蜜蜂等昆蟲。蘭花螳螂也會有同類相食的行為，體型大的螳螂有時會捕捉小螳螂作爲食物。

## 圖片

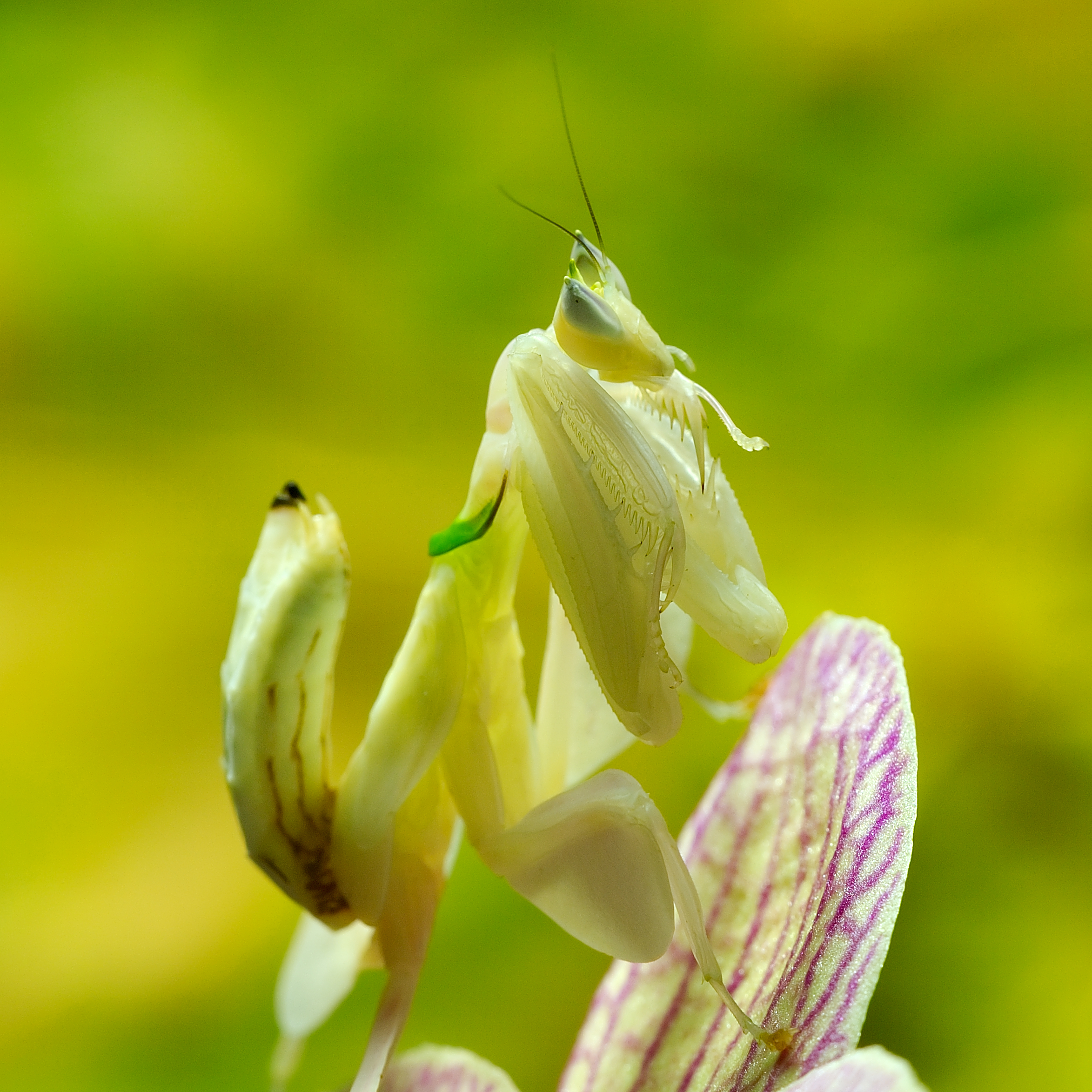
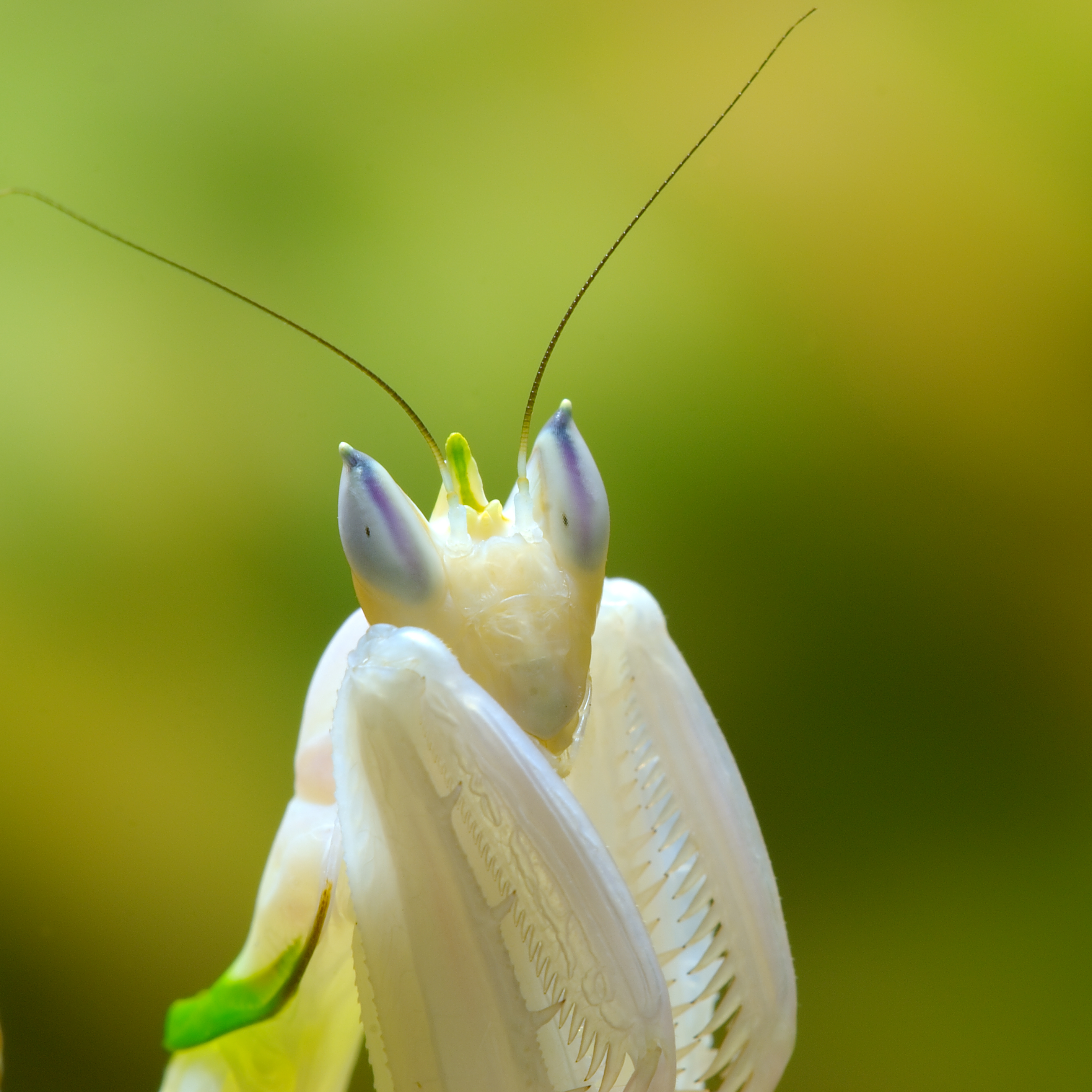
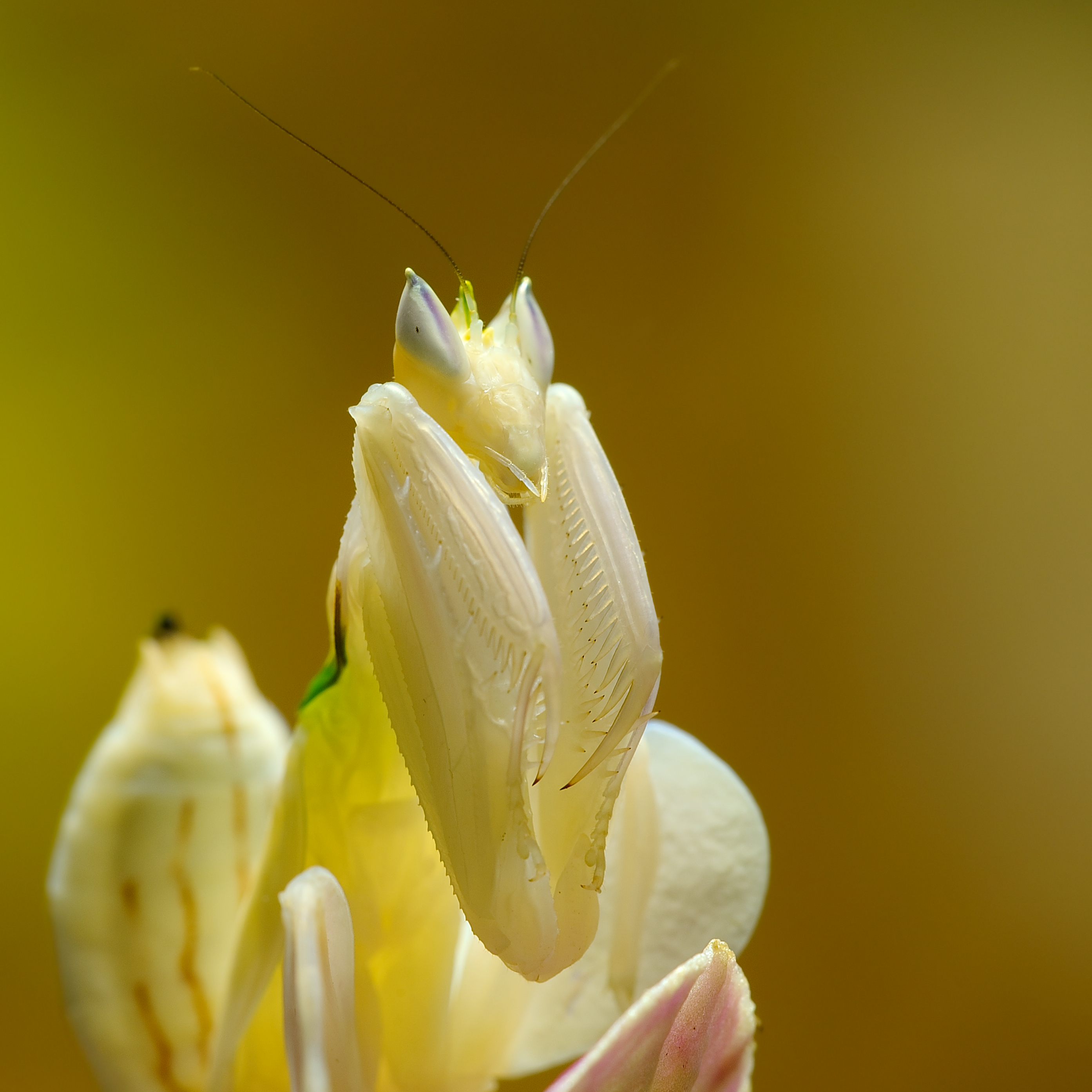
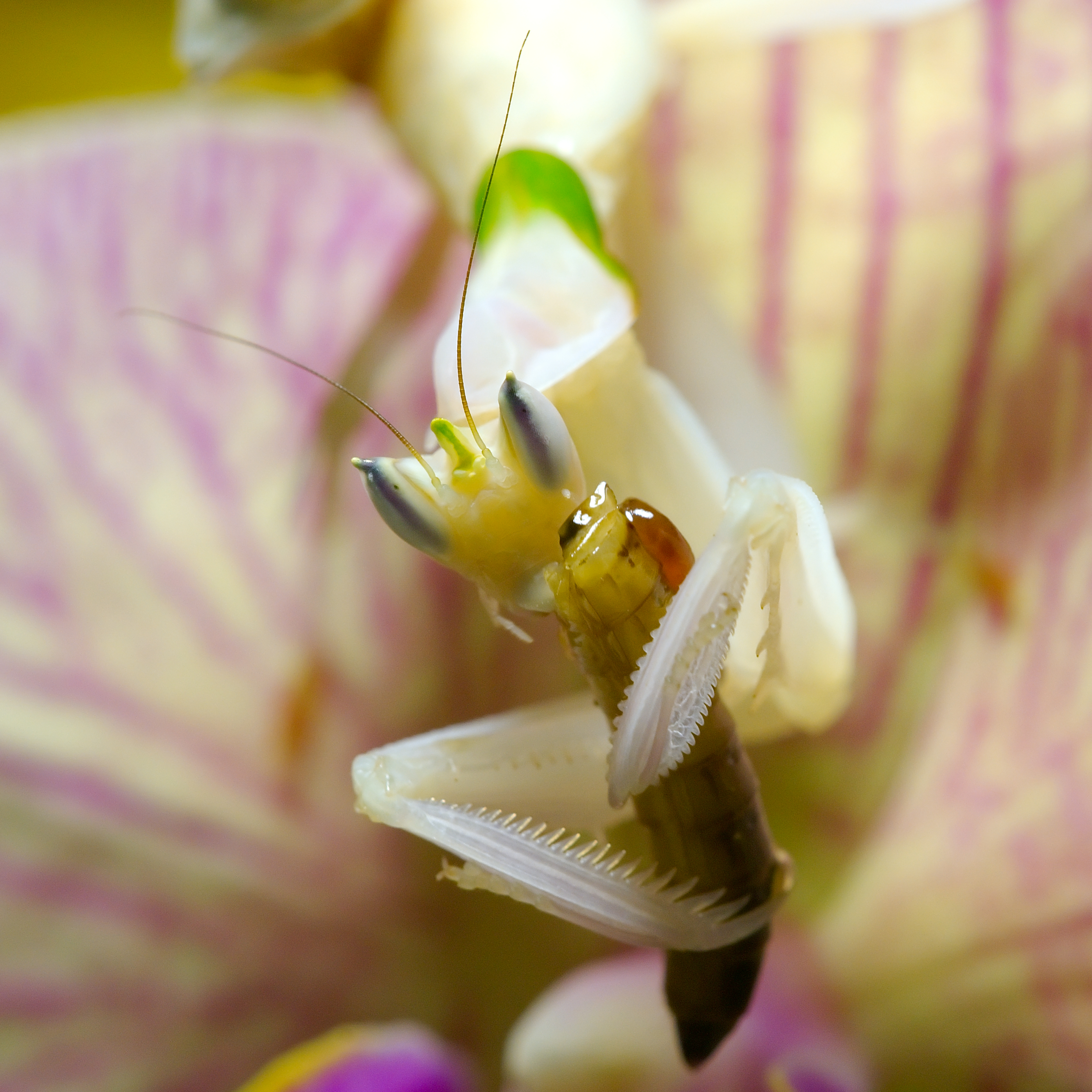

## 延伸阅读
- Cott, Hugh Bamford. . London: Methuen. 1940.
- Poulton, Edward Bagnall. . Kegan Paul, Trench, Trübner. 1890: 74–75.
- Prete, Frederick R. . JHU Press. 1999: 313.
- Wallace, Alfred Russel.  (Wikisource). Macmillan. 1889.